# Morphinismus
Morphinismus oder Morphinsucht ist die Gewöhnung oder auch Abhängigkeit nach mehrmaliger Einnahme von Morphinen und Opiaten wie z. B. Heroin.
Die Einnahme wird meist intravenös, nasal oder durch Rauchen (z. B. auf Alufolie) vollzogen. Es kommt zu einem euphorisierten Rauschzustand, mit zunehmender Gewöhnung aber vor allem zu Apathie und Schläfrigkeit. Im Bestreben, den Gewöhnungseffekt auszugleichen, kommt es in kurzer Folge zu Dosissteigerungen. Nebenerscheinung ist die Obstipation (Darmträgheit). Oft treten schon bei gleichbleibender Gabe quälende Entzugserscheinungen auf: Zittern, Schweißausbrüche, Frösteln, Durchfall, Muskelkrämpfe, Schwäche, innere Unruhe, Schmerzen (Muskeln und Gelenke, Verdauungstrakt), Schlaflosigkeit, Albträume.
Eine neurotoxische Wirkung von Morphinen konnte nicht nachgewiesen werden, der intravenöse Konsum von verunreinigtem Heroin kann dagegen einen raschen und drastischen körperlichen Verfall bewirken, insbesondere wenn ein polytoxes Konsummuster vorliegt.
Als Therapie stehen Entgiftung (oft mit nachfolgender Therapie), oder Substitution (Ersatzmittel) zur Wahl.
Substitutionsmittel können Methadon, L-Polamidon oder Buprenorphin (Subutex), in Einzelfällen auch Codein oder DHC sein. In Deutschland, Österreich und Slowenien wird auch retardiertes Morphin (Substitol) erfolgreich als Substitutionsmittel eingesetzt.
Ein neueres Behandlungskonzept stellt die Originalstoffsubstitution dar, bei der dem Patienten der primäre Suchtstoff (Heroin) ohne Verunreinigungen unter ärztlicher Aufsicht zur Verabreichung überlassen wird. Die Behandlung umfasst weiterhin psychosoziale Betreuung und regelmäßige Urinkontrollen zum Ausschluss von Beikonsum anderer Drogen wie Kokain und Benzodiazepinen. In der Schweiz wird die Originalstoffsubstitution seit Jahren erfolgreich angewandt. In Deutschland wurde seit 2002 eine Pilotstudie in mehreren Städten durchgeführt. Aufgrund der erfolgversprechenden Bilanz dieser Studie wurde 2009 die Aufnahme in die Regelversorgung von der SPD und allen Oppositionsparteien befürwortet und gegen den Widerstand der CDU durchgesetzt.